# 喬治·賀伯特·米德
喬治·賀伯特·米德（英語：George Herbert Mead，1863年2月27日—1931年4月26日），美國哲學家、社會學家與心理學家。主要隸屬於芝加哥大學，是校內其中一名顯著的實用主義者。米德被公認是社會心理學的創始者之一。

## 生平
米德1863年生于美国马萨诸塞州的南哈特莱，其父是当地的公理会牧师。米德7岁时，全家迁往俄亥俄州的奥伯林，父亲当上了奥伯林学院的布道学教授。米德1879年考入奥伯林学院，就读期间对自己从小被灌输的神学观点提出质疑。
米德说自己1882年春天“从独断论沉睡中”醒来，反对苏格兰哲学的狭隘枯燥，寄希望于康德及康德以后的德国唯心主义。1887年进哈佛大学读研究生学。因为新黑格尔主义哲学家罗伊斯对他有很大吸引力。但是他又不满意哲学问题上纯思辨的论述和远离科学和社会问题的特征。
1888年，米德选择了生理心理学，试图走出概念的解释而达到新的知识。1888—89年冬季，他在莱比锡大学学习冯特的实验心理学。但由于语言困难，只能听部分哲学课程，其中包括冯特的“形而上学基础”。一个学期后，米德转到柏林，成为狄尔泰、埃宾豪斯、泡尔生和施莫勒的学生，这使他直接了解到解释心理学与描述心理学两派的激烈论争。但他所关注的只是如何运用自然科学的方法，从人类的起源和发展来分析人类心灵。
1891年他受聘于密歇根大学，开设生理心理学、哲学史、康德与进化论等课程，第一次试图提出进化论对心理学的意义，并把有机体与环境的关系作为心理学研究的基本模型。这时他发现需要对自己的观点作基本的理论的澄清，他希望通过对黑格尔思想的彻底研究达到这种澄清。
1894年，米德成为芝加哥大学哲学和心理学系助理教授，开始了在那近40年的执教生涯。其间曾任哲学系主任。他在芝加哥大学最后10年对社会学系的影响使该系享有“米德的前哨”之称。

## 关于符号互动论的思想
米德認為自我發展是社會經驗累積而成，強調環境對人類行為的影響，提出「社會自我」理論。
另外，米德亦是開創出符號互動論的社會學家，提出人對於情境定義的互動觀點的重要性和在情境下的角色扮演。
當某一種情境下開始廣泛被人們所接受，就會容易形成一種穩定與持續秩序性的社會。
他認為兒童期是自我發展、兒童社會化的關鍵期，並將其分為「模仿階段」（或稱「準備階段」）、「遊戲階段」及「團體遊戲階段」三個部分。
1.「模仿階段」：三歲前的兒童，深受「重要他人」影響，並模仿其行為舉止，來學習與了解他人行為。
2.「遊戲階段」：三至八歲兒童，透過在遊戲中扮演生活中大人的角色，並學習模仿屬於該角色的行為。
3.「團體遊戲階段」：八歲以上的兒童則受「概括化他人」的影響，開始觀察其他人的角色與看法，學習以他人的角度看自己。
1931年4月26日，米德因心臟衰竭逝世於芝加哥，享壽六十八歲。
在米德的学术生涯中，他不断汲取了哲学、社会学、心理学、自然科学中的许多研究成果。从科学上说，达尔文的进化论和爱因斯坦的相对论无疑有着决定性的影响；心理学上，塔尔德、鲍德温、吉丁斯、库利、冯特的研究成果对他克服个体主义心理学都有帮助，尤其是库利的“镜面自我”和冯特的“姿态”概念；哲学上，德国哲学传统尤其是黑格尔理念主义和美国文化氛围尤其是实用主义起了极为重要的作用。
米德是互動學派的創始人，主張社會是一個有意義的人際溝通體系，人的自我觀念是透過語文和非語文符號在社會行動中不斷建構。

## 外部連結
- 哲學線上百科全書："George Herbert Mead（页面存档备份，存于）" -- by George Cronk.
- Mead Project 2.0（页面存档备份，存于）. Mead's published and unpublished writings, many of which are available online, along with others'.
- Review materials for studying George Herbert Mead
- The Social Self（页面存档备份，存于） - by George Herbert Mead (1913)